# المجعوم (حزم العدين)

تعديل مصدري - تعديل

المجعوم محلة تابعة لقرية حديد، التابعة لعزلة حقين بمديرية حزم العدين إحدى مديريات محافظة إب في الجمهورية اليمنية، بلغ تعداد سكانها 155 حسب تعداد اليمن لعام 2004.